# 2010 AL30
2010 AL30 es un asteroide de un tamaño aproximado de 15 metros. El 13 de enero de 2010 a las 12:46 p. m., hora del meridiano de Greenwich, se aproximó a la Tierra hasta una distancia de 130.000 km (casi una tercera parte de la distancia Tierra-Luna). Fue descubierto por el Linear Survey del Lincoln Laboratories del Massachusetts Institute of Technology (MIT) el 10 de enero de 2010. En la eventualidad de que hubiese caído en la atmósfera, no habría provocado daños, puesto que por su tamaño se habría desintegrado. El tiempo de circulación alrededor del Sol es de aproximadamente un año.